# 블레어 윗치 2
《블레어 윗치 2 - 어둠의 경전》(Blair Witch 2: Book Of Shadows)은 미국에서 제작된 조 벨링거 감독의 2000년 공포, 스릴러 영화이다. 킴 디렉터 등이 주연으로 출연하였고 빌 카라로 등이 제작에 참여하였다.

## 출연

### 주연
- 킴 디렉터
- 제프리 도노반
- 에리카 레어센
- 트리스틴 스카일러
- 스티븐 베이커 터너

### 조연
- 커트 로더
- 척 스카보로
- 헤더 도나휴
- 로저 에버트
- 캐시 하세
- 조슈아 레오나드
- 마이클 C. 윌리엄스
- 라이언 슬래터리

## 기타
- 미술: 빈센트 페라니오
- 의상: 멜리사 토스
- Ass-PD: 케빈 J. 폭스
- 배역: 윌 캔틀러
- 배역: 버나드 텔시
- 배역: 데이빗 바카리